# Musei Civici di Monza
I Musei Civici di Monza si trovano nell'antica Casa degli Umiliati a Monza in via Teodolinda 4.

## Sede
L'attuale sede del Museo Civico di Monza è la cosiddetta "Casa degli Umiliati". L'Ordine degli Umiliati fu uno dei molti movimenti spirituali sorti in contrasto ai costumi rilassati e alla ricchezza diffusa spesso ostentata dal clero, propugnando un ritorno verso una vita più austera, frugale. Inizialmente condannati come eretici da papa Lucio III nel 1184, furono reintegrati con bolla di Innocenzo III. L'ordine venne poi soppresso nel 1571 da San Carlo Borromeo.
Gli edifici Umiliati, presenti in tutta la Lombardia e numerosi anche a Monza, si differenziavano in conventi destinati ai religiosi consacrati e luoghi di riunione per gli affiliati laici; la Casa degli Umiliati appartiene a quest'ultima tipologia.
A causa di un gran numero di anomalie nella struttura e degli elementi decorativi, e della mancanza di un gran numero di documenti storici, gli edifici medievali hanno subito vari rimaneggiamenti e ricostruzioni, ed è difficile leggere lo spazio architettonico in modo uniforme. Tuttavia, gli elementi originali sono identificabili, e gli altri elementi sono le caratteristiche del XVIII secolo, l'inserimento del secolo scorso e l'ultimo intervento nella musealizzazione dello spazio.

## Storia
Nel suo testamento nel 1923 la signora Eva Galbesi, vedova dell'avvocato mantovano Samuele Segrè, fece dono al Comune di Monza dell'intera collezione d'arte, dipinti, stampe e ceramiche del marito. Si trattava di una donazione importante comprendente opere comprese fra il XVI e il XIX secolo. 
Altre donazioni si aggiunsero a questo primo nucleo così che, nel 1935, fu aperta una Pinacoteca nell'ala nord della Villa reale di Monza. Le collezioni si arricchirono ulteriormente grazie anche all'acquisto, da parte della città, delle opere vincitrici del Premio Città di Monza istituito negli anni cinquanta del XX secolo.,
La prima sede espositiva fu chiusa nel 1984 a causa del degrado strutturale dei locali che rese necessario trovare una nuova collocazione. A questo scopo fu ristrutturato l'antico edificio della Casa degli Umiliati, un tempo sede monzese dell'antico ordine religioso. Il museo ha riaperto al pubblico il 28 giugno 2014 nella nuova sede allestita da un team di progettisti guidati dall'architetto Mide Osculati.

## Percorso espositivo

### Piano terra
Al piano terra dell'edificio e nel chiostro sono conservati i reperti archeologici che vanno dall'età del bronzo all'epoca medioevale. Inoltre al piano terreno altri spazi sono riservati per le esposizioni temporanee.

### Primo piano
Al primo piano sono esposti dipinti dal XVI al XX secolo.
In particolare il museo espone opere di alcuni fra i più noti maestri monzesi dell'Ottocento: Mosè Bianchi, Gerardo Bianchi, Pompeo Mariani, Emilio Borsa, Eugenio Spreafico.

Il Novecento è rappresentato da opere di Anselmo Bucci, Guido Caprotti, Arturo Martini, Marino Marini, Mario Radice, Fausto Pirandello.
Una piccola sezione è riservata a maioliche e porcellane. Il museo vanta anche due commodes di Giuseppe Maggiolini.

### Elenco parziale dei dipinti
- Ritratto di Carolina Zucchi
- Autoritratto (Castelli)
- Autoritratto (Mariani)
- Dopo il duello
- La madre profuga
- Nel Duomo di Monza
- Parco di Monza (Mariani)
- Ritratto di Giacinta Galimberti
- Ritratto di Giuseppe Antonio Fossati
- Ritratto di Mosè Bianchi
- Ritratto di Simonetta Galimberti
- Ritratto di vecchia (Mariani)
- Ritratto maschile (Bianchi)
- La spesa del curato
- Stemma sabaudo, il Genio di Savoia
- La storia (Bianchi)
- Temporale in risaia
- Testa di vecchio
- Signora in grigio

## Collezione Segrè
Nel 1923, Eva Galbesi di Segrè donò gran parte dei suoi dipinti, stampe antiche e opere d'arte alla città di Monza, ricevute in eredità dal marito, con il lascito testamentario. Questo enorme patrimonio ha gettato le basi per l'istituzione di un museo cittadino, avvenuta con la fondazione della Pinacoteca nel 1935.

## Galleria d'immagini

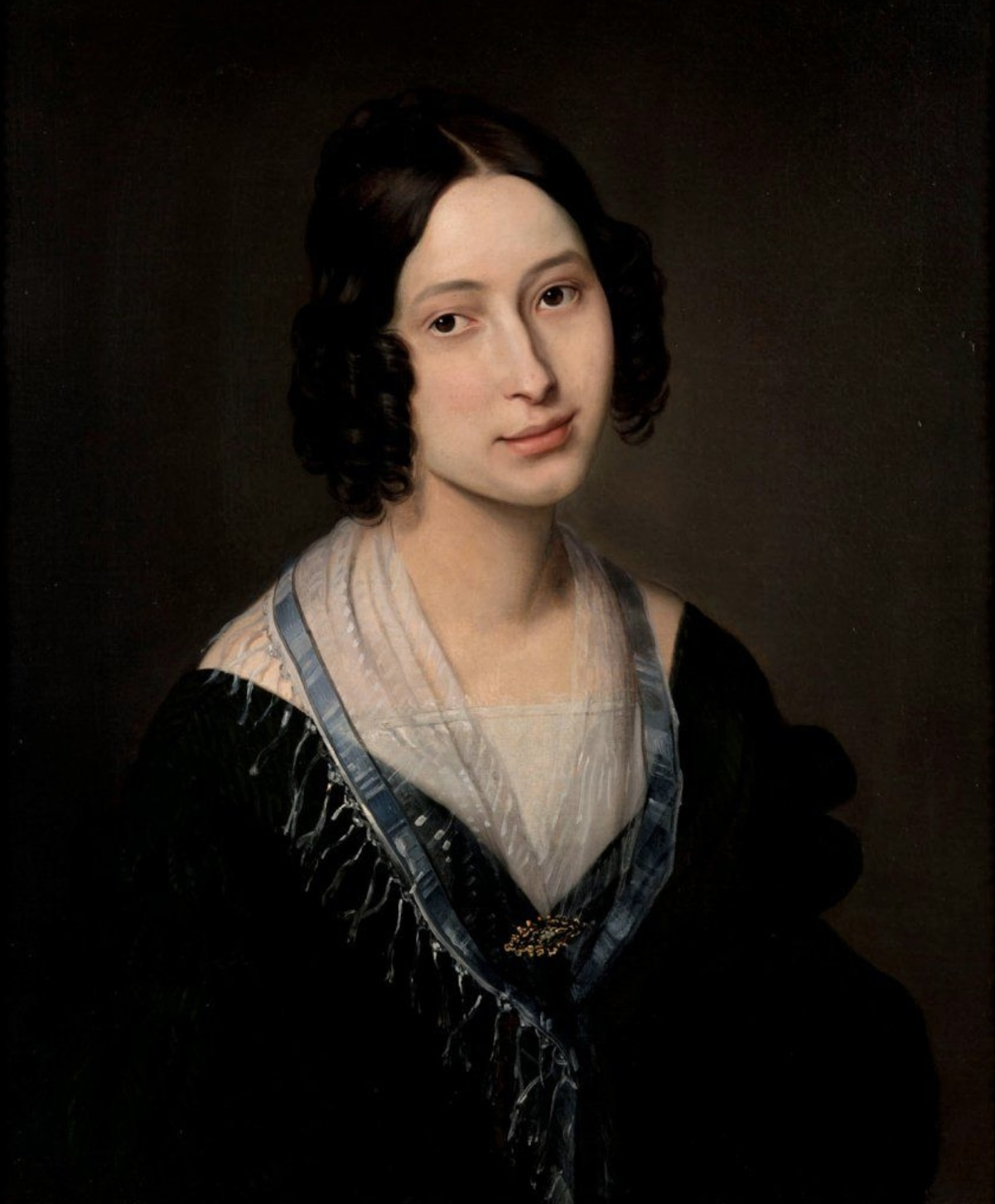
Francesco Hayez Ritratto di Carolina Zucchi (1825-1835)
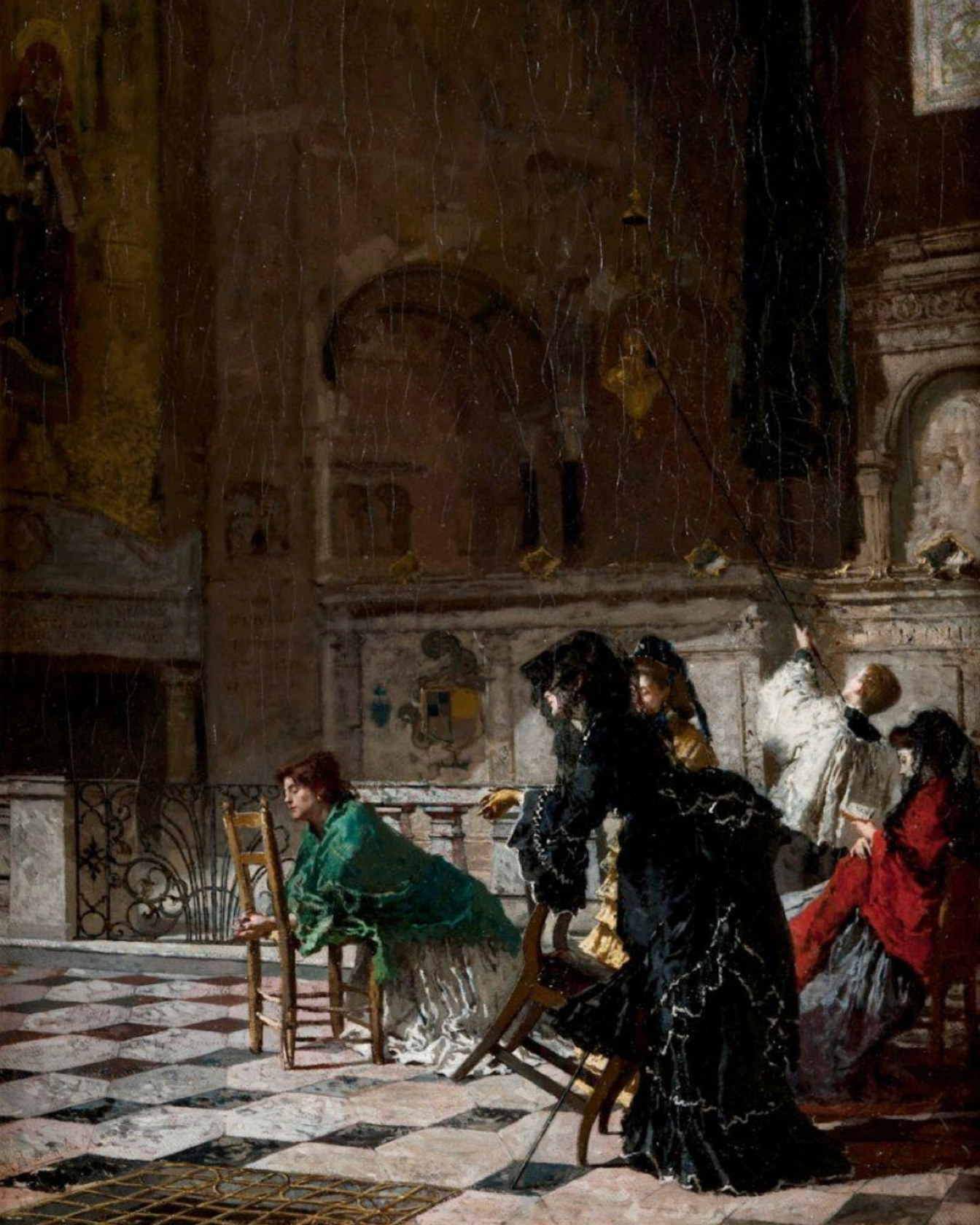
Mosè Bianchi Nel Duomo di Monza (1872)
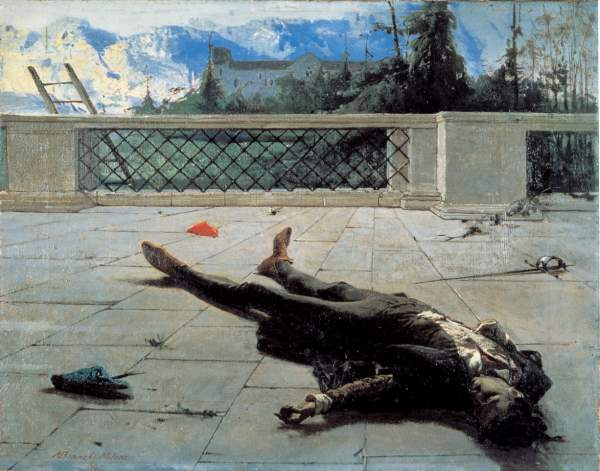
Mosè Bianchi Dopo il duello (1866)
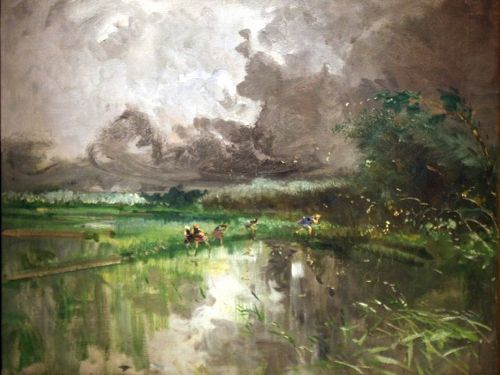
Pompeo Mariani Temporale in risaia (1896)
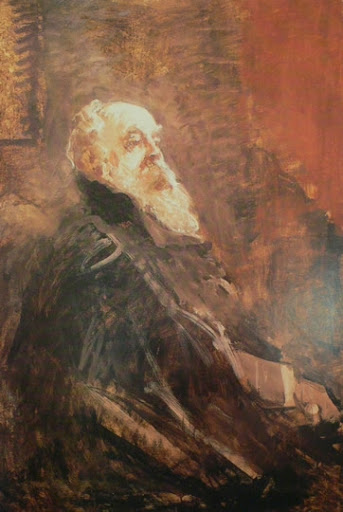
Pompeo Mariani Ritratto di Mosè Bianchi (1900)